# Tabanus hottentotta
Tabanus hottentotta är en tvåvingeart som beskrevs av Fabricius 1805. Tabanus hottentotta ingår i släktet Tabanus och familjen bromsar. Inga underarter finns listade i Catalogue of Life.